# Ткач Михайло Федорович
Михайло Федорович Ткач (4 листопада 1904, село, тепер Крижопільського району Вінницької області — 14 грудня 1987, місто Носівка Чернігівської області) — український радянський діяч, голова колгоспу імені Кірова Носівського району Чернігівської області. Герой Соціалістичної Праці (22.12.1977)

## Біографія
Народився в бідній селянській родині в Подільській губернії. 
Трудову діяльність розпочав у 1918 році підручним слюсаря на станції Вапнярка Подільської губернії. Потім працював на підприємствах у містах Вінниці та Одесі. Служив у Червоній армії.
Член ВКП(б) з 1928 року.
З 1931 по 1941 рік — на відповідальній комсомольській, партійній, радянській і господарській роботі в Одеській області.
З 1941 року — в Червоній армії, служив політпрацівником. Учасник німецько-радянської війни.
Після демобілізації, з 1944 року — 1-й секретар Братського районного комітету КП(б)У Миколаївської області.
Потім — голова виконавчого комітету Шосткинської районної ради депутатів трудящих Сумської області.
До 1952 року — заступник голови виконавчого комітету Носівської районної ради депутатів трудящих Чернігівської області.
У 1952 — після 1983 року — голова колгоспу імені Кірова міста Носівки Носівського району Чернігівської області.
Потім — персональний пенсіонер в місті Носівці Чернігівської області.

## Нагороди
- Герой Соціалістичної Праці (22.12.1977)
- орден Леніна (22.12.1977)
- орден «Знак Пошани» (26.02.1958)
- орден Вітчизняної війни І ст. (1.02.1945)
- орден Вітчизняної війни ІІ ст. (6.04.1985)
- ордени
- медалі
- Заслужений працівник сільського господарства Української РСР